# Wurmbea deserticola
Wurmbea deserticola är en tidlöseväxtart som beskrevs av Terry Desmond Macfarlane. Wurmbea deserticola ingår i släktet Wurmbea och familjen tidlöseväxter. Inga underarter finns listade i Catalogue of Life.